# سس نعنا

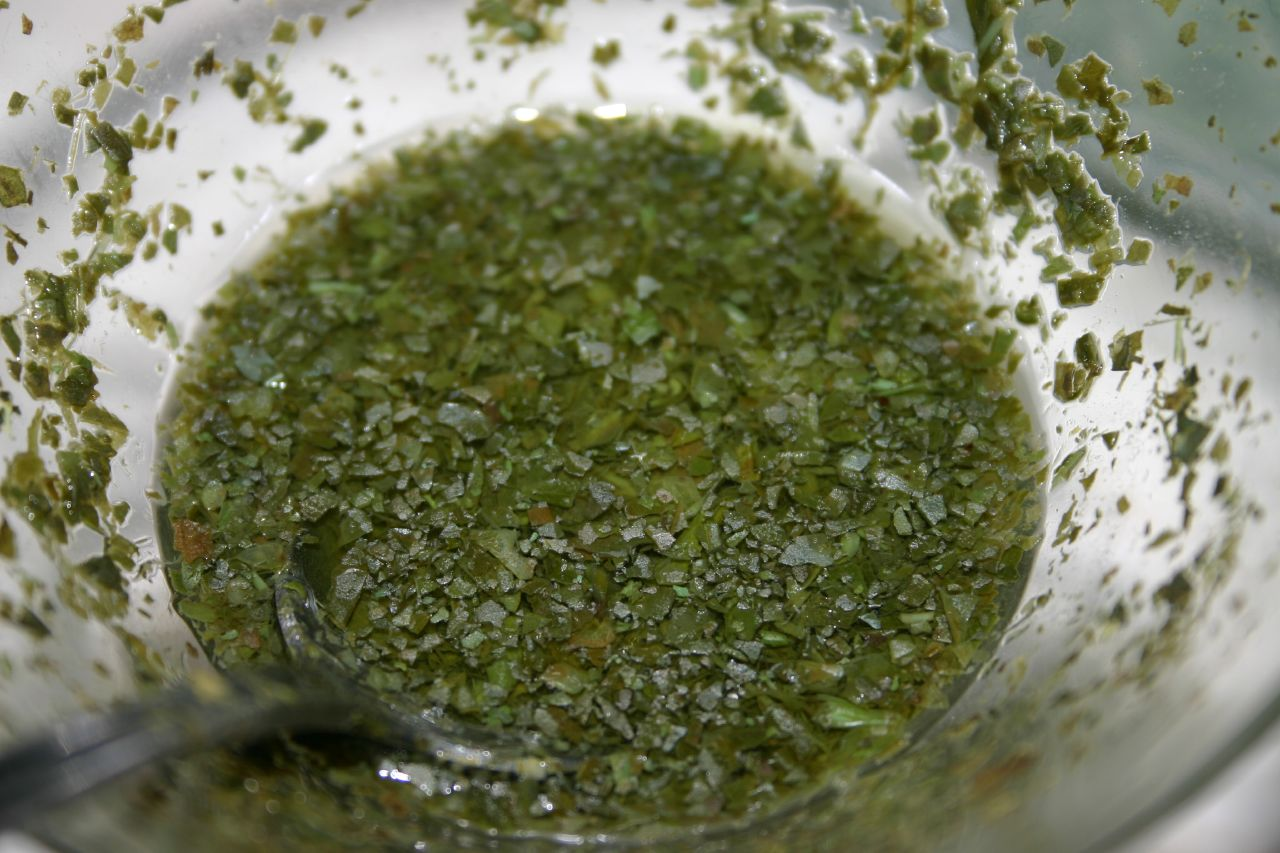
سس نعنا

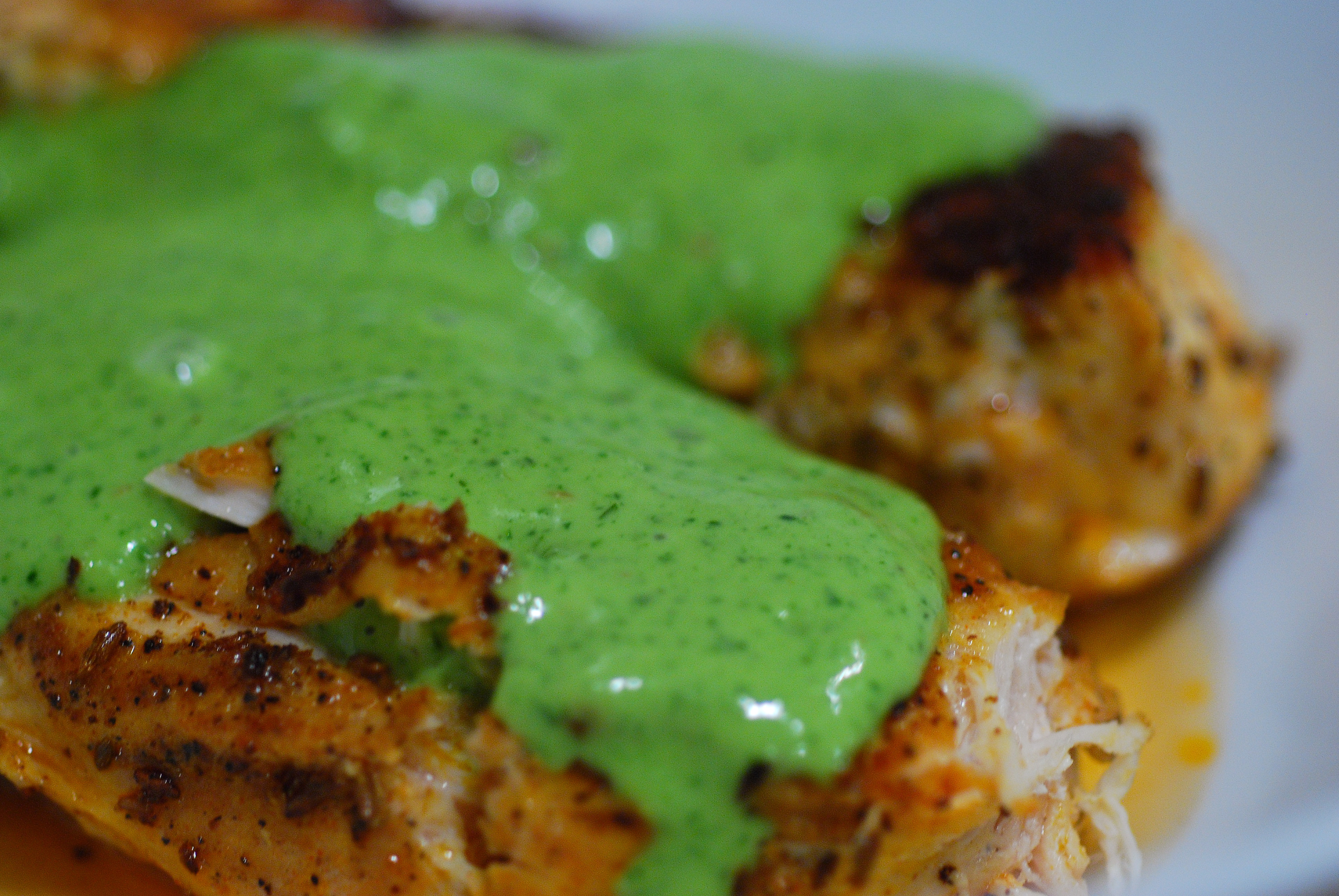
نمای نزدیک از سس نعناع جعفری روی مرغ مالیده شده با ادویه اسپانیایی

سس نعنا یک سس سبز رنگ است که منشأ آن انگلستان است، از برگ‌های نعناع ریز خرد شده (نعنا spicata) خیس شده در سرکه و مقدار کمی شکر تهیه می‌شود. گاهی آبلیمو هم اضافه می‌شود. سس دارای قوام آبکی است و با برگ‌های شکسته پوسته می‌شود. در غذاهای بریتانیایی و ایرلندی اغلب به عنوان چاشنی برای گوشت بره کباب، یا هر گوشت کباب دیگری، یا در برخی مناطق، نخود فرنگی سرو می‌شود.
معمولاً به صورت آماده خریداری می‌شود و به راحتی در فروشگاه‌های مواد غذایی بریتانیا پیدا می‌شود. ژله نعناع، غلیظ تر و شیرین تر، جایگزینی برای گوشت بره است که معمولاً به صورت آماده خریداری می‌شود.
سس‌های سبز مشابهی بر پایه گیاهان در سراسر اروپای قرون وسطی رایج بود، با استفاده از نعناع در غذاهای فرانسوی و ایتالیایی آن دوره نسبت به انگلیسی‌ها رایج‌تر بود. با این حال، آنها کمتر رایج شدند و با ورود اروپا به عصر مدرن عمدتاً از بین رفتند.

## تنوع
چاشنی نعناع نوعی سس بر پایه نعناع است که با اسنک‌های هندی و اقلام صبحانه مانند Idly, Dhokla و غیره سرو می‌شود. از برگ‌های نعناع تازه آسیاب شده با مواد مختلفی مانند گشنیز، فلفل سبز، آب لیمو (در مناطق شمالی هند) یا تمر هندی (در جنوب هند)، نمک، گرم بنگال سرخ شده و در صورت تمایل کشک درست می‌شود.
در تونس سس مشابهی از نعناع خشک تهیه می‌شود و می‌توان آن را با مچویی، ملوکیه یا به عنوان پایه وینگرت سرو کرد. نعناع خشک و تازه نیز بخشی از چندین غذای غذاهای تونسی است.

سس نعناع ممکن است شامل میوه‌هایی مانند تمشک باشد. 

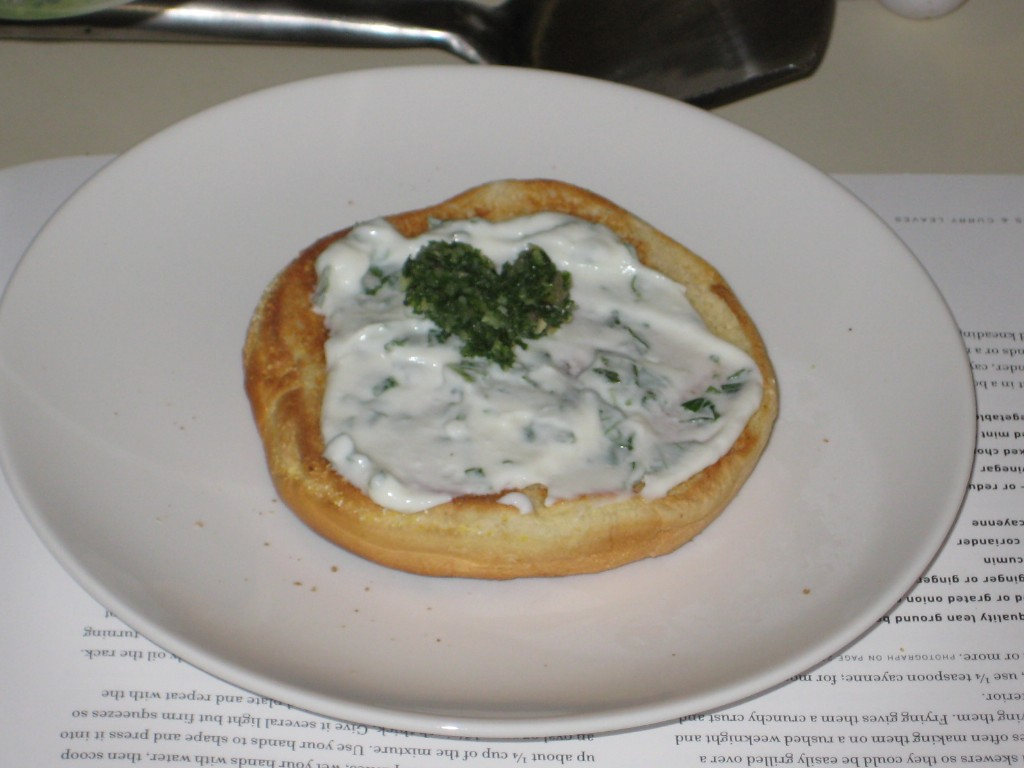
سس ماست نعناع
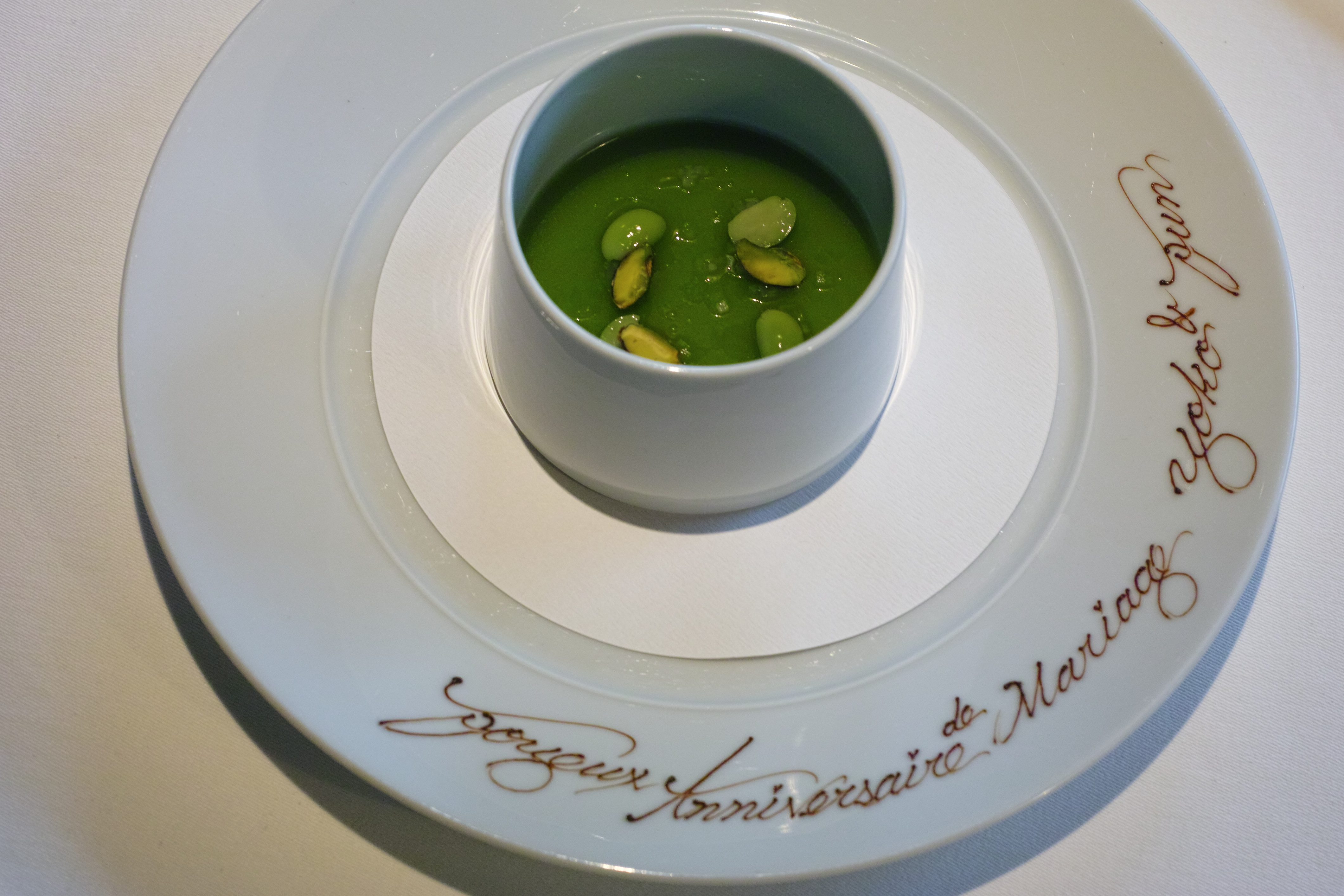
سس نعناع پاناکوتا
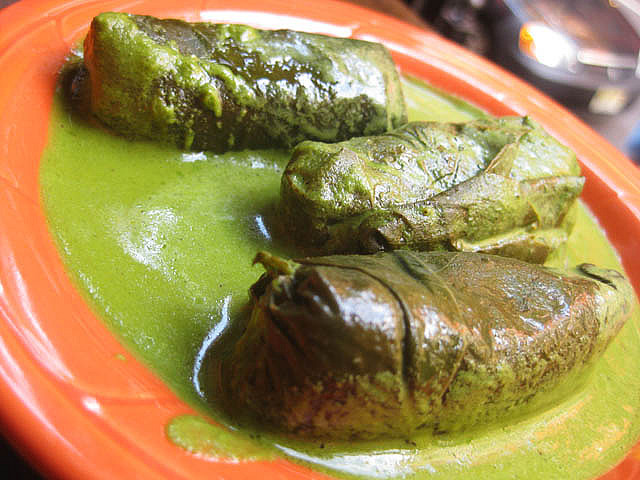
برگ انگور پر شده با سس نعناع ماست

## دستور ساخت
دستور پختی که بیشتر بین عموم مردمان اروپا رونق دارد هم به شکل ساده و هم سریع بدین شکل است.
- ۱ دسته بزرگ نعناع تازه
- ۱ فنجان  آب جوش
- ۲ قاشق چایخوری شکر
- ۲ قاشق غذاخوری سرکه
- ۱ پیمانه نمک

دستورالعمل:
برگهای نعناع را ریز خرد می‌کنند.

برگ را در یک کاسه قرار می‌دهند و با آب جوش روی آن را می‌پوشانند. می‌گذارند چند دقیقه بماند و بعد در صافی آب اضافه آن خارج شود.

برگها را با آب سرد در حالی که هنوز در الک قرار دارد می‌شویند  و در یک ظرف کوچک با شکر، سرکه و نمک قرار می‌دهند.

هم می‌زنند و می‌گذارند ۲۰–۳۰ دقیقه بماند و این عمل باعث ادغام شدن طعم‌ها می‌شود. سپس سس را استفاده می‌کنند.